# Echoencefalograf
Echoencefalograf – elektroniczny aparat ultradźwiękowy służący do badań neurologicznych mózgu. Stosowany jest w diagnostyce w celu umiejscowienia zmian chorobowych, urazów, nowotworów występujących w obrębie mózgu.
Składa się z jednej lub dwóch głowic ultradźwiękowych, układów sterujących oraz monitora (ekranu) umożliwiającego wizualizację.